# George Jones
För andra personer, se George Jones (senator) och George W. Jones.
George Glenn Jones, född 12 september 1931 i Saratoga i Hardin County, Texas, död 26 april 2013 i Nashville, Tennessee, var en amerikansk countrysångare, gitarrist och låtskrivare. Han slog igenom 1955 och tilldelades flera priser, däribland två Grammy Awards. Bland hans kända hits finns låtar som "He stopped loving her today", "The Grand Tour" och "White lightning". Han var nästan lika känd för sitt äktenskap med Tammy Wynette mellan 1969 och 1975 som för sitt omfattande alkohol- och drogmissbruk. 
Jones var sedan 1992 invald i Country Music Hall of Fame. George Jones dog 2013 efter en kort tids sjukdom.

## Diskografi
Album
| - 1957 – Grand Ole Opry's New Star - 1958 – Hillbilly Hit Parade - 1958 – Long Live King George - 1959 – Country Church Time - 1959 – White Lightning and Other Favorites - 1960 – George Jones Salutes Hank Williams - 1962 – Songs from the Heart - 1962 – Sings Country and Western Hits - 1962 – George Jones Sings Bob Wills - 1962 – Homecoming in Heaven - 1962 – My Favorites of Hank Williams - 1963 – I Wish Tonight Would Never End - 1964 – Blue and Lonesome - 1964 – George Jones Sings Like The Dickens! - 1964 – I Get Lonely in a Hurry - 1965 – The Race Is On - 1965 – Mr. Country & Western Music - 1965 – New Country Hits - 1965 – Old Brush Arbors - 1966 – Country Heart - 1966 – I'm a People - 1966 – Love Bug - 1966 – We Found Heaven Right Here on Earth at "4033" - 1967 – Walk Through This World with Me - 1968 – If My Heart Had Windows - 1968 – Sings the Songs of Dallas Frazier - 1968 – The George Jones Story - 1969 – My Country - 1969 – I'll Share My World with You - 1969 – Where Grass Won't Grow - 1970 – Will You Visit Me on Sunday? - 1971 – George Jones with Love - 1971 – George Jones Sings the Great Songs of Leon Payne | - 1972 – A Picture of Me (Without You) - 1972 – George Jones (We Can Make It) - 1973 – Nothing Ever Hurt Me (Half as Bad as Losing You) - 1974 – In a Gospel Way - 1974 – George Jones Sings His Songs - 1974 – The Grand Tour - 1975 – Memories of Us - 1976 – Alone Again - 1976 – The Battle - 1977 – I Wanta Sing - 1978 – Bartender's Blues - 1980 – I Am What I Am - 1981 – Still the Same Ole Me - 1983 – Jones Country - 1983 – Shine On - 1984 – You've Still Got a Place in My Heart - 1984 – Ladies' Choice - 1985 – Who's Gonna Fill Their Shoes? - 1986 – Wine Colored Roses - 1987 – Too Wild Too Long - 1989 – One Woman Man - 1990 – You Oughta Be Here with Me - 1991 – Friends in High Places - 1991 – And Along Came Jones - 1992 – Walls Can Fall - 1993 – High Tech Redneck - 1996 – I Lived to Tell It All - 1998 – It Don't Get Any Better Than This - 1999 – Cold Hard Truth - 2001 – The Rock: Stone Cold Country 2001 - 2003 – The Gospel Collection - 2005 – Hits I Missed...And One I Didn't - 2008 – Burn Your Playhouse Down - The Unreleased Duets |